# Kosjtjej

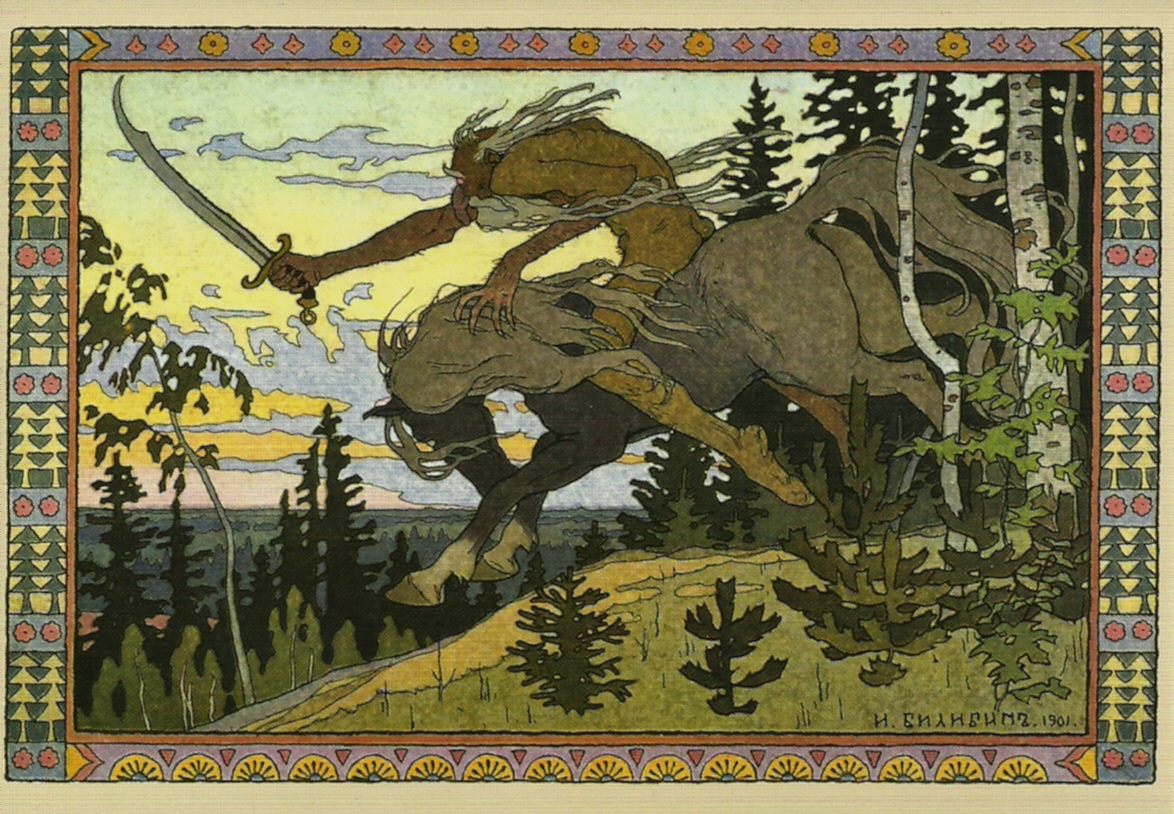
Ivan Bilibin: Den odödlige Kosjtjej

Kosjtjej (ryska Коще́й), Den odödlige Kosjtjej eller Kosjtjej-dödstrotsaren (Коще́й Бессме́ртный) var en gestalt i rysk mytologi. Han var mager som ett benrangel och hans främsta intresse var att röva bort prinsessor.